# العلاقات اللوكسمبورغية المولدوفية
العلاقات اللوكسمبورغية المولدوفية هي العلاقات الثنائية التي تجمع بين لوكسمبورغ ومولدوفا.

## مقارنة بين البلدين
هذه مقارنة عامة ومرجعية للدولتين:
| وجه المقارنة                                              | لوكسمبورغ                                                     | مولدوفا                           |
| --------------------------------------------------------- | ------------------------------------------------------------- | --------------------------------- |
| المساحة (كم2)                                             | 2.59 ألف                                                      | 33.85 ألف                         |
| عدد السكان (نسمة)                                         | 599.45 ألف                                                    | 2.55 مليون                        |
| الكثافة السكانية (ن./كم²)                                 | 231.45                                                        | 75.33                             |
| العاصمة                                                   | لوكسمبورغ                                                     | كيشيناو                           |
| اللغة الرسمية                                             | اللغة اللوكسمبورغية، لغة فرنسية، اللغة الألمانية              | اللغة المولدوفية، اللغة الرومانية |
| العملة                                                    | يورو، فرنك لوكسمبورغ                                          | ليو مولدوفي                       |
| الناتج المحلي الإجمالي (بليون دولار)                      | 62.40 مليار                                                   | 8.13 مليار                        |
| الناتج المحلي الإجمالي (تعادل القوة الشرائية) بليون دولار | 58.13 مليار                                                   | 17.94 مليار                       |
| الناتج المحلي الإجمالي الاسمي للفرد دولار أمريكي          | 101.45 ألف                                                    | 3.65 ألف                          |
| الناتج المحلي الإجمالي للفرد دولار أمريكي                 | 101.93 ألف                                                    | 4.98 ألف                          |
| مؤشر التنمية البشرية                                      | 0.892                                                         | 0.693                             |
| رمز المكالمات الدولي                                      | +352                                                          | +373                              |
| رمز الإنترنت                                              | .lu                                                           | .md                               |
| المنطقة الزمنية                                           | توقيت وسط أوروبا، ت ع م+01:00، ت ع م+02:00، أوروبا/لوكسمبورج ‏ | ت ع م+02:00، ت ع م+03:00          |

## منظمات دولية مشتركة
يشترك البلدان في عضوية مجموعة من المنظمات الدولية، منها:
| علم المنظمة | اسم المنظمة                               | تاريخ انضمام لوكسمبورغ | تاريخ انضمام مولدوفا |
| ----------- | ----------------------------------------- | ---------------------- | -------------------- |
|             | المركز الدولي لتسوية المنازعات الاستشارية | 29 أغسطس 1970          | 4 يونيو 2011         |
|             | منظمة الأمن والتعاون في أوروبا            | 25 يونيو 1973          | 30 يناير 1992        |
|             | مؤسسة التنمية الدولية                     | 4 يونيو 1964           | 14 يونيو 1994        |
|             | مؤسسة التمويل الدولية                     | 4 أكتوبر 1956          | 10 مارس 1995         |
|             | الاتحاد البريدي العالمي                   | ?                      | ?                    |
|             | مجلس أوروبا                               | ?                      | ?                    |
|             | البنك الدولي للإنشاء والتعمير             | 27 ديسمبر 1945         | 12 أغسطس 1992        |
|             | منظمة التجارة العالمية                    | ?                      | ?                    |
|             | منظمة حظر الأسلحة الكيميائية              | ?                      | ?                    |
|             | الفريق المعني برصد الأرض                  | ?                      | ?                    |
|             | المنظمة الأوروبية لسلامة الملاحة الجوية   | 1960                   | 2000                 |
|             | الأمم المتحدة                             | 24 أكتوبر 1945         | 2 مارس 1992          |
|             | منظمة الشرطة الجنائية الدولية             | ?                      | ?                    |
|             | وكالة ضمان الاستثمار متعدد الأطراف        | 29 أغسطس 1991          | 9 يونيو 1993         |
|             | يونسكو                                    | 27 أكتوبر 1947         | 27 مايو 1992         |
|             | الاتحاد الدولي للاتصالات                  | 2 مارس 1866            | 20 أكتوبر 1992       |

## وصلات خارجية
- موقع وزارة الخارجية اللوكسمبورغية
- موقع وزارة الخارجية المولدوفية